# Stefan Mladenov
Stefan Mladenov é um lingüista e dialectologista búlgaro, indo-europeu, eslavo, balcânico e búlgaro. Acadêmico. 
Ele fala 18 idiomas fluentemente, incluindo espanhol, português e italiano do latim. Use mais 9 idiomas no nível do trabalho. Autor de mais de 1100 publicações científicas em linguística.
Autor de obras monumentais sobre a história da língua búlgara. Dirigiu a delegação búlgara para o primeiro Congresso Internacional Eslavo em 1929 em Praga. Juntamente com Max Vasmer, ele traduz para o alemão seu trabalho fundamental, História da Língua Búlgara, pelo qual se tornou membro da Academia de Ciências da Prússia.
O único cientista búlgaro que é membro da Academia Russa de Ciências em seu período soviético desde antes da Segunda Guerra Mundial. Membro correspondente da Academia de Ciências Tcheca, Polonesa, King's College London e muitas outras instituições científicas.
Existem publicações acadêmicas que mostram e provam que os chamados discursos de transição na Sérvia para Belgrado são dialetos búlgaros. 